# Anne (telenovela)
Anne (em pt: Mother ou no br: Mãe) é uma telenovela turca, produzida pela Med Yapim e MF Yapim e exibida pela Star TV de 25 de outubro de 2016 a 20 de junho de 2017, em 33 episódios, com direção de Merve Girgin Aytekin e Nadim Güç. Sua trama principal é livremente baseada na série de televisão japonesa Mother. Em 2018, uma versão sul-coreana também foi lançada com o nome de Mother.
Em Portugal, a telenovela foi exibida na SIC Mulher na versão em espanhol com legendas em português. No Brasil, a série turca teve sua estreia 9 de janeiro no serviço de streaming Globoplay.

## Enredo
Zeynep é uma jovem professora substituta que ao saber que uma de suas alunas de apenas sete anos, Melek, sofre de maus tratos por parte de sua família, toma a decisão de levá-la e começar uma nova vida com a menina, tornando-se sua mãe adotiva.

## Elenco
- Cansu Dere como Zeynep Güneş
- Vahide Perçin como Gönül Aslan
- Beren Gökyıldız como Melek Akçay/Turna Güneş
- Serhat Teoman como Sinan Demir
- Gonca Vuslateri como Şule Akçay
- Berkay Ateş como Cengiz Yıldız
- Gülenay Kalkan como Cahide Güneş
- Can Nergis como Ali Arhan
- Şükrü Türen como Arif
- Alize Gördüm como Gamze Güneş
- Ahsen Eroğlu como Duru Güneş
- Umut Yigit Vanlı como Sarp
- Onur Dikmen como Rıfat
- Erdi Bolat como Ramo
- Ali Süreyya como Mert
- Meral Çetinkaya como Mamá Zeynep

## Prêmios e indicações
| Ano  | Prêmio                  | Categoria             | Nomeado(s)      | Resultado | Ref.  |
| ---- | ----------------------- | --------------------- | --------------- | --------- | ----- |
| 2017 | Tokyo Drama Awards      | Prêmio especial       | Anne            | Venceu    | [ 7 ] |
| 2017 | Golden Butterfly Awards | Melhor atriz infantil | Beren Gökyıldız | Venceu    | [ 8 ] |

## Exibição no Brasil
O SBT adquiriu os direitos para a exibição da trama no Brasil, sendo esse o primeiro folhetim de origem turco adquirido pelo canal. Apesar da aquisição, a novela nunca foi ao ar pelo canal, mesmo sendo cogitada em alguns momentos. Posteriormente, a novela acabaria sendo adquirida pela Record.
Foi exibida pelo GNT entre 10 de junho a 04 de outubro de 2024, substituindo The Good Doctor: O Bom Doutor e sendo substituída por sua reprise na faixa da meia noite.
Foi reprisada pelo GNT entre 07 de outubro de 2024 a 31 de janeiro de 2025 substituindo sua exibição original e sendo substituída pelo programa Conversa com Bial.
Será exibida em TV aberta pela Record a partir de 27 de outubro de 2025 às 21h.

#### Outras mídias
Está disponível na íntegra na plataforma de streaming Globoplay.